# Pierre-Michel Guérin
Le bienheureux Pierre-Michel Guérin est un prêtre catholique français né le 8 mars 1759 à Saint-Christophe et assassiné le 20 septembre 1792 à la prison des Carmes à Paris.

## Biographie
Pierre-Michel Guérin est le fils de René Guérin, marchand boulanger, et de Jeanne Fainet, marchande de fruits.
Originaire du diocèse de La Rochelle, il commence ses études au séminaire d'Angers le 13 novembre 1779, avant d'entrer à la Solitude quatre ans plus tard pour y faire son noviciat. 
Il occupe les fonctions d'économe en 1784 puis de professeur de morale au Séminaire de Nantes en 1785. Il y devient directeur.
Se rendant à Issy, il est envoyé à la prison des Carmes et y est massacré en septembre 1792.

## Sources
- Alphonse Jarnoux, Au pays nantais, ceux-ci furent traqués : prêtres fusillés, massacrés ou guillotinés, 1793-1797, 1974
- "Guérin Pierre-Michel", in: 1792, les massacres de septembre : les Carmes, l'Abbaye, Saint-Firmin, 1992
- Ivan Gobry, Dictionnaire des martyrs de la Révolution, 1990
- Joseph Grente, Les Martyrs de septembre 1792 à Paris, 1919